# Woelslangen
Woelslangen of rolslangen (Aniliidae) zijn een familie van slangen.

## Naam en indeling
De wetenschappelijke naam van de soort werd voor het eerst voorgesteld door Leonhard Hess Stejneger in 1907. De familie wordt slechts vertegenwoordigd door een enkele soort: de onechte koraalslang (Anilius scytale). De familie wordt niet toegekend aan een van de superfamilies van de slangen.

## Algemeen
De onechte koraalslang heeft een bonte lichaamskleur bestaande uit een rode basiskleur met smallere, zwarte dwarsbanden. Het is een kortstaartige soort met een massieve schedel. Deze lichaamsaanpassingen zijn duidelijk te herleiden naar de gravende levenswijze. Het dier leeft in Zuid-Amerika en lijkt wat betreft de lichaamskleur op de gevaarlijke koraalslang.

## Taxonomie
Familie Aniliidae
- Geslacht Anilius
  - Soort Onechte koraalslang (Anilius scytale)